# Carl Edvard Bolin

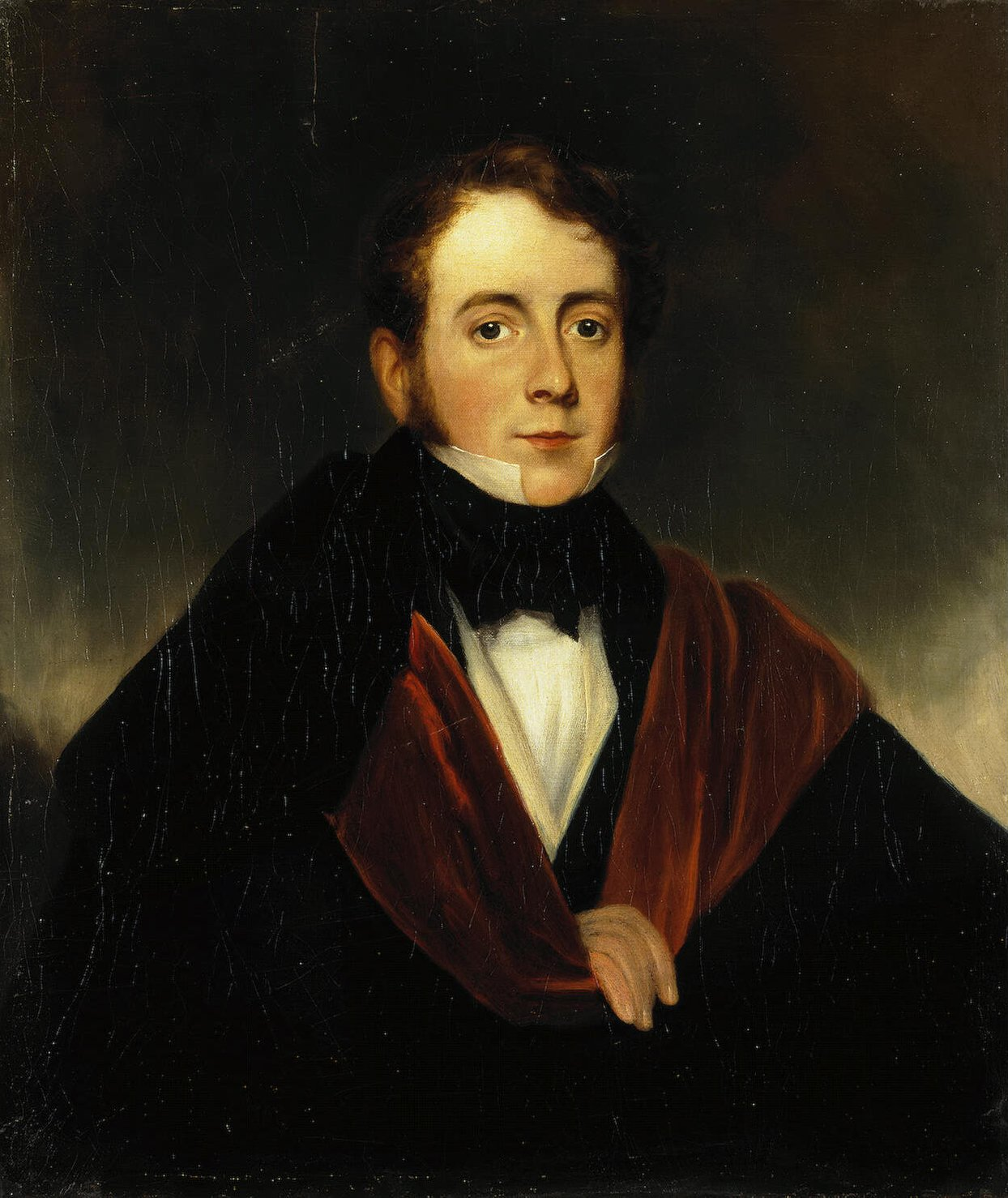
Carl Edvard Bolin, okänd konstnär, 1830-talet.

Carl Edvard Bolin, född 1805 i Stockholm, död 1864 i Sankt Petersburg, var en svensk-rysk juvelerare.
Carl Edvard Bolin var ett av elva barn till sjökaptenen och köpmannen Jonas Wilhelm Bolin (1774–1831) och Charlotta Wilhelmina Ostermark (1783–1856). Efter faderns död till havs 1831 flyttade han från Stockholm till Sankt Petersburg i Ryssland, där han 1833 fick anställning som bokhållare hos juveleraren Gottlieb Ernst Jahn. År 1834 gifte han sig med hovjuvelerare Andreas Roemplers dotter Ernestine Catherina (1811–1888) och blev därmed delägare i juvelerarfirman Jahn & Bolin, från 1836 efter Gottlieb Ernsts Jahns död Bolin & Jahn.
År 1839 blev Carl Edvard Bolin hovjuvelerare och rysk undersåte. Tio år senare hade firmans verkstad ett 50-tal anställda. Efter Carl Edvard Bolins död drevs firman vidare av änkan och två av sönerna, Edvard (född 1842) och Gustaf Oscar Friedrich (1844–1916).